# Overseas Editions
Overseas Editions durante la seconda guerra mondiale è stato un ente senza scopo di lucro creato dal The Council on Books in Wartime, una organizzazione di editori, bibliotecari e librai fondata nella primavera del 1942. Consapevoli dell'importanza della scrittura e delle idee, i membri del consiglio decisero di utilizzare i libri come "armi nella guerra delle idee".
Due le strutture nate dal Consiglio, la Overseas Editions, Inc. il cui scopo era fornire ai civili dei paesi precedentemente occupati dalle forze dell'Asse dei libri relativi alla democrazia e gli Stati Uniti e la Armed Services Editions orientata al morale delle truppe.
Overseas Editions, Inc. tra il febbraio ed il novembre 1945 ha pubblicato 36 titoli in diverse lingue, 22 in inglese, 22 in francese, 23 in tedesco e 5 in italiano per un totale di 72 edizioni e 3636074 libri pubblicati.
Al termine delle attività del Consiglio gli archivi furono depositati presso l'Università di Princeton. Nel gennaio 1992 sono stati trasferiti nella collezione Firestone, sempre nell'ambito della biblioteca dell'Università di Princeton.

## Libri pubblicati in italiano
- Stephen Benét, America
- Howard Fast, Il cittadino Tom Paine
- John Hersey, Dentro la vallata, una scaramuccia dei fanti di marina
- George C. Marshall, Ernest King, Henry H. Arnold, Relazione del Comando Supremo americano
- William Saroyan, La commedia umana